# Lawrie Sanchez
Pour les articles homonymes, voir Sanchez.
Lawrence Philip "Lawrie" Sanchez est un footballeur nord-irlandais né le 22 octobre 1959 à Lambeth dans le Grand Londres, d'un père équatorien et d'une mère nord-irlandaise. Il a été l'entraîneur du club anglais de Fulham et de l'équipe d'Irlande du Nord.

## Carrière
En tant que joueur, Sanchez est surtout connu pour avoir inscrit le but vainqueur lors de la finale de la FA Cup en 1988. Wimbledon avait alors triomphé de Liverpool. Il a choisi d'évoluer en équipe nationale d'Irlande du Nord alors qu'il jouait au sein des sélections jeunes d'Angleterre. Il a également refusé la sélection équatorienne, pour cause de trop long déplacement. 
Dès son arrivée à la tête de l'équipe d'Irlande du Nord, ses résultats sont prometteurs. Il gagne son premier match en septembre 2004, soit quatre ans après la dernière victoire de son pays. En septembre 2005, son équipe réalise un véritable exploit en battant l'équipe d'Angleterre (1-0). En septembre 2006, son équipe réalise un second exploit en battant l'équipe d'Espagne (3-2). Mais Sanchez abandonne en 2007 l'équipe d'Irlande du Nord pour se consacrer pleinement à son nouveau club de Fulham, auquel il empêche la relégation en Championship (deuxième division anglaise) à l'issue de la saison 2006-2007.
En tant qu'entraîneur de l'équipe d'Irlande du Nord, Sanchez aura dirigé son groupe d'une poigne de fer. Lors d'un match face à l'Azerbaïdjan, deux joueurs furent d'ailleurs renvoyés chez eux car ils n'avaient pas respecté le couvre-feu.

## Palmarès
- Vainqueur de la Coupe d'Angleterre (FA Cup) en 1988

## Parcours d'entraineur
- fév. 1999-sep. 2003 :  Wycombe Wanderers FC
- jan. 2004-mai 2007 : équipe d'Irlande du Nord
- 2007-déc. 2007 :  Fulham FC
- 2011-2012 :  Barnet FC
- nov. 2013-2014 :  Apollon Smyrnis